# Csángós
Les Csángós (en hongrois : Csángók ; en roumain : Ceangăi) sont une communauté ethnique de Roumanie, de langue hongroise et roumaine, vivant principalement en Moldavie roumaine, autour de Bacău, à l'est du pays sicule. Il existe également des communautés csángós vers Brașov et à Bucarest. Leur dialecte hongrois, le csángó, comporte de nombreux archaïsmes et une large part de lexique roumain. En Roumanie, ils bénéficient d'un statut de communauté ethnique, la Communauté csángó de Roumanie, distincte de la communauté magyare.
Lors du recensement roumain de 2002, 1 370 personnes se sont déclarées appartenir à la communauté csángó, essentiellement dans le Județ de Bacău. La présence d'une forte communauté catholique romaine (119 618 en 2002) dans un pays majoritairement orthodoxe laisse penser à une forte roumanisation des Csángós, au point qu'une bonne partie d'entre eux ne revendique plus cette appartenance culturelle.

## Nom
Leur nom pourrait être le participe présent du mot hongrois csángál signifiant « sonner mal », en référence à leur prononciation et leur accent particulier.

## Histoire
Lors de l'installation des tribus magyares dans le bassin des Carpates et du moyen-Danube en 895/896, des Magyars restèrent au nord et à l'est des Carpates, comme l'indiquent de nombreux vestiges archéologiques près de Przemyśl en Pologne. Les Csángó de Moldavie pourraient provenir de ces Magyars restés à l'extérieur de l'arc carpatique, mais une autre possibilité est qu'ils descendent des garnisons sicules, qui constituent environ 40 % de la population magyarophone de Roumanie, dont l'origine exacte est matière à débat, et que les Voïvodes de Moldavie ont postés en Moldavie orientale, en travers des chemins des Mongols puis des Tatars, mais aussi dans les vallées des Carpates orientales, prêts à combattre contre les Ottomans. Certains ont suggéré que les Csángó descendaient partiellement des Petchénègues, des Coumans et d'autres peuples recrutés par les rois hongrois pour surveiller les zones frontalières du royaume.
En 1845, Auguste de Gérando écrit à propos des Hongrois de Moldavie : « Le nombre des Hongrois diminue peu à peu en Moldavie : ils disparaissent parmi la population. Car ils possèdent peu d'écoles et n'ont d'autres prêtres que des ecclésiastiques italiens envoyés par le pape. Ceux-là ne prennent pas la peine d'étudier la langue hongroise, en sorte qu'ils ne peuvent ni prêcher, ni instruire le peuple, et se bornent à dire la messe. Ils exigent le double de ce qui leur est dû pour les baptêmes et les mariages, et font venir les agonisants, d'une distance de dix lieues, sur de mauvaises charrettes, pour leur administrer les derniers sacrement... Les popes valaques profitent de ces circonstances. Ils parcourent les villages éloignés de la paroisse et que les missionnaires ne visitent que rarement. Ils engagent les habitants à changer de religion, et ils ne réussissent que trop souvent, surtout quand le seigneur du village s'offre comme parrain. Et en embrassant la religion grecque, ils adoptent également la langue valaque et perdent insensiblement leur nationalité. ». Toujours selon Gérando, les Hongrois de Moldavie étaient cinquante mille.

## Population
Il est difficile d'estimer le nombre exact des Csángó en raison des nombreux mariages mixtes, du bilinguisme, de la baisse de la pratique religieuse et des multiples choix au recensement (chacun peut à volonté se déclarer Csángó, Hongrois, Roumain...). À titre d'exemple, au recensement roumain de 2002, dans le județ de Bacău (peuplé de 706 623 habitants), 4 317 personnes ont déclaré être magyares et 796 csángó, soit 5 794 magyarophones déclarés. Le rapport du Conseil de l'Europe, se basant sur les personnes déclarées catholiques et partant du point de vue que toutes sont Csángó (les Moldaves étant traditionnellement orthodoxes) estime le nombre total des Csángó de Roumanie à 260 000 personnes. Par émigration, les Csángó ont aussi essaimé en Hongrie, Ukraine et ailleurs.
Selon les recensements successifs en Moldavie, la population Csángó a ainsi évolué :
| années | Catholiques de Moldavie | Csángó de Moldavie |
| ------ | ----------------------- | ------------------ |
| 1859   | 52,881                  | 37,825             |
| 1899   | 88,803                  | 24,276             |
| 1930   | 109,953                 | 23,894             |
| 1992   | 240,038                 | 3,098              |